# Neoserica parursina
Neoserica parursina är en skalbaggsart som beskrevs av Ahrens 2003. Neoserica parursina ingår i släktet Neoserica och familjen Melolonthidae. Inga underarter finns listade i Catalogue of Life.